# Paracolpodia capitata
Paracolpodia capitata är en tvåvingeart som först beskrevs av Ephraim Porter Felt 1914.  Paracolpodia capitata ingår i släktet Paracolpodia och familjen gallmyggor.
Artens utbredningsområde är New York. Inga underarter finns listade i Catalogue of Life.